# Нортроп (Минесота)
Нортроп (енгл. Northrop) град је у америчкој савезној држави Минесота.

## Демографија
По попису из 2010. године број становника је 227, што је 35 (-13,4%) становника мање него 2000. године.
| Група             | 2000.       | 2010.       |
| Белци             | 260 (99,2%) | 220 (96,9%) |
| Афроамериканци    | 0 (0,0%)    | 0 (0,0%)    |
| Азијати           | 1 (0,4%)    | 7 (3,1%)    |
| Хиспаноамериканци | 1 (0,4%)    | 0 (0,0%)    |
| Укупно            | 262         | 227         |